# Восточный (Камышловский район)
Восточный — посёлок в Камышловском районе Свердловской области России, административный центр Восточного сельского поселения.

## Географическое положение
Посёлок Восточный расположен в 22 километрах (по дорогам в 26 километрах) к востоку-северо-востоку от города Камышлова, на левом берегу реки Аксарихи (левого притока реки Пышмы). В двух километрах к югу от посёлка находится остановочный пункт 1979 км Свердловской железной дороги.

## Население
| 2002 | 2010  | 2021  |
| ---- | ----- | ----- |
| 2460 | ↘2248 | ↘1270 |

## Инфраструктура
В посёлке Восточном есть дом культуры, школа и детский сад, фельшерско-акушерский пункт (ФАП), магазин «Пятёрочка», сельская территориальная администрация и две остановки пригородного автобуса. Перечисленные объекты размещены на основной улице Комарова. Также есть две вышки связи, котельная и электроподстанция.
На территории посёлка в настоящее время расположены 2 исправительные колонии: ФКУ ИК-52 ГУФСИН России по Свердловской области строго режима и ФКУ КП-45 ГУФСИН России по Свердловской области. Колония-поселение имеет сельскохозяйственное направление.